# Obstacle course race
La obstacle course race (OCR; in italiano anche "corsa a ostacoli", che tuttavia non va confusa con l'omonima disciplina dell'atletica leggera) è uno sport in cui i concorrenti, muovendosi a piedi, devono superare varie sfide fisiche sotto forma di ostacoli. 
La disciplina incorpora elementi di corsa su pista, corsa su strada e corsa campestre. Le gare variano in lunghezza, da percorsi brevi con ostacoli ravvicinati a percorsi di diversi chilometri. Gli ostacoli possono includere arrampicata su muri o corde, superamento di travi, trasporto di oggetti pesanti, attraversamento di specchi d'acqua o fango, strisciare sotto il filo spinato o salto nel fuoco.
Dall'inizio dell'OCR moderna nel 1987, la popolarità di questo sport è cresciuta al punto che ogni anno si tengono più di 2500 eventi in tutto il mondo.
L'OCR è stata inclusa nel programma olimpico a partire dal 2028, come disciplina del pentathlon moderno.

## Storia

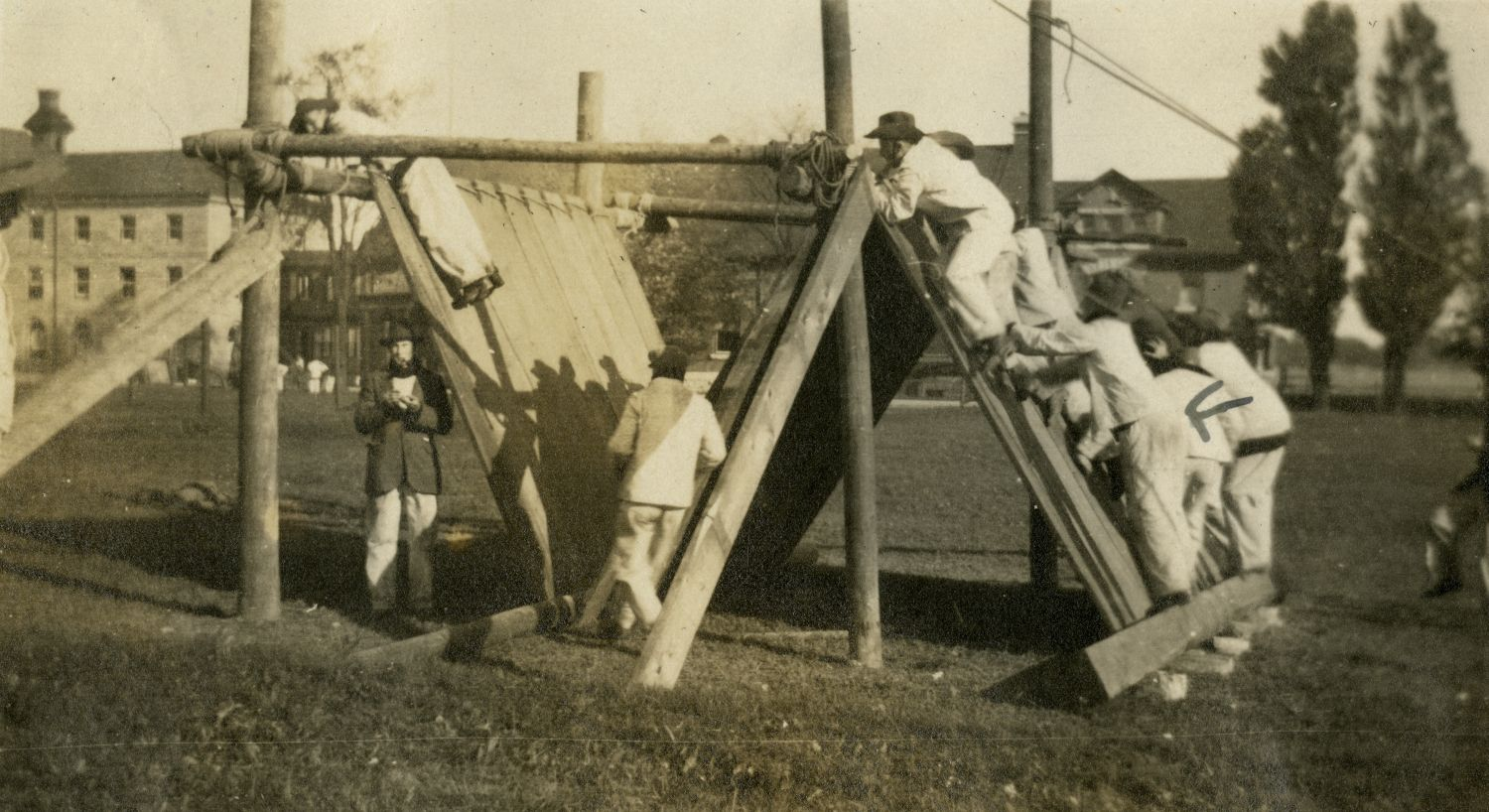
Percorso a ostacoli per l'addestramento militare, Canada, 1917

Il concetto di utilizzo degli ostacoli per le competizioni sportive è stato in uso fin dal 1800. L'uso di ostacoli fu sperimentato nel nuoto ai Giochi Olimpici di Parigi del 1900, ed ebbe un primo sviluppo con le gare su terra nel pentathlon militare, tenutesi per la prima volta a Friburgo, nella zona di occupazione francese in Germania, nell'agosto 1947.
Tough Guy è ampiamente considerato il primo esempio di OCR contemporaneo, con la prima gara tenutasi nel Regno Unito nel 1987. Alla fine degli anni 1980 emerse nei Paesi Bassi la competizione Survivalrun, una corsa podistica che incorporava gli ostacoli naturali nel percorso. La HiTec Adventure Racing Series (1996 - 2002) fu un'altra versione della disciplina contemporanea, e comprendeva "prove speciali" (ostacoli artificiali con muri, reti, ecc.), mountain bike e kayak. Le gare del Balance Bar negli Stati Uniti hanno ampliato il successo della serie Hi-Tech, includendo serie e campionati nazionali televisivi. Muddy Buddy negli Stati Uniti è stata la prima grande serie a introdurre elementi di fango e attrezzature aggiuntive, ed è stato probabilmente il format dell'evento che ha più influenzato le corse a ostacoli come le conosciamo oggi.